# روپلین
| سامانه  | ردیف    | اشکوب      | سن (میلیون سال) |
| ------- | ------- | ---------- | --------------- |
| نئوژن   | میوسن   | آکیتانین   | → پیش از آن     |
| پالئوژن | الیگوسن | چاتین      | ۲۳٫۰۳–۲۸٫۴      |
| پالئوژن | الیگوسن | روپلین     | ۲۸٫۴–۳۳٫۹       |
| پالئوژن | ائوسن   | پریابونین  | ۳۳٫۹–۳۷٫۲       |
| پالئوژن | ائوسن   | بارتونین   | ۳۷٫۲–۴۰٫۴       |
| پالئوژن | ائوسن   | لوتتین     | ۴۰٫۴–۴۸٫۶       |
| پالئوژن | ائوسن   | ایپرزین    | ۴۸٫۶–۵۵٫۸       |
| پالئوژن | پالئوسن | تانتین     | ۵۵٫۸–۵۸٫۷       |
| پالئوژن | پالئوسن | سلاندین    | ۵۸٫۷–۶۱٫۷       |
| پالئوژن | پالئوسن | دانین      | ۶۱٫۷–۶۵٫۵       |
| کرتاسه  | پسین    | ماستریختین | → پس از آن      |

روپلین (انگلیسی: Rupelian) در مقیاس زمانی زمین‌شناسی قدیمی‌ترین عصر از دو عصر دور الیگوسن و از نظر چینه‌شناسی اشکوب زیرین از دو اشکوب ردیف الیگوسن به شمار می‌رود. چاتین بازه زمانی از ۳۳,۹ تا ۲۸,۱ میلیون سال پیش را در بر می‌گیرد و پس از پریابونین (اشکوبی از ائوسن) و پیش از چاتین قرار دارد.
مرز زیرین این عصر (که مرز زیرین الیگوسن نیز محسوب می‌شود) با انقراض سرده روزن‌داران مشخص شده است.